# Peru (Nueva York)
Peru es un pueblo ubicado en el condado de Clinton en el estado estadounidense de Nueva York. En el año 2000 tenía una población de 6.370 habitantes y una densidad poblacional de 31 personas por km².

## Geografía
Peru se encuentra ubicado en las coordenadas 44°35′9″N 73°31′13″O / 44.58583, -73.52028.

## Demografía
Según la Oficina del Censo en 2000 los ingresos medios por hogar en la localidad eran de $39,051, y los ingresos medios por familia eran $47,853. Los hombres tenían unos ingresos medios de $32,196 frente a los $23,984 para las mujeres. La renta per cápita para la localidad era de $19,676. Alrededor del 11.1% de la población estaba por debajo del umbral de pobreza.